# Winklarn, Niederösterreich
Winklarn är en ort och kommun  i Österrike. Den ligger i distriktet Amstetten i förbundslandet Niederösterreich, 110 km väster om huvudstaden Wien. 
Kommunen består av två orter (Ortschaften) (inom parentes invånarantal 1 januari 2024):
- Haag Dorf (347)
- Winklarn (1 507)